# Jõgeva (stad)
Jõgeva (Duits: Laisholm) is een stad in de Estlandse provincie Jõgevamaa. Jõgeva is de hoofdstad van de provincie Jõgevamaa en van de gemeente Jõgeva (Estisch: Jõgeva vald). De stad heeft 5112 inwoners (2024).
Jõgeva was tot oktober 2017 een aparte stadsgemeente. Die gemeente telde 5501 inwoners (2011) en had een oppervlakte van 3,9 km². In oktober 2017 werd de stadsgemeente samengevoegd met de landgemeente Jõgeva vald, die een ring om de stadsgemeente vormde, en de gemeenten Palamuse en Torma.
De rivier Pedja stroomt van noord naar zuid door Jõgeva.

## Geschiedenis
Jõgeva werd in 1601 als Jagiwa voor het eerst genoemd. De plaats behoorde bij het gelijknamige landgoed en lag in het Estischtalige deel van Lijfland. Tot in 1919 was het landgoed in het bezit van de familie von Manteuffel. Het landhuis, thans in gebruik als plantenveredelingsinstituut, ligt in de vlek Jõgeva, niet in de stad.
In 1876 kreeg Jõgeva een station aan de spoorlijn Tapa - Tartu en begon de plaats te groeien. Jõgeva kreeg in 1938 stadsrechten en werd pas tijdens de Sovjetbezetting een hoofdstad: eerst van de rajon Jõgeva, in 1990 van de provincie Jõgevamaa. Vóór 1990 viel de rajon Jõgeva onder de provincie Tartumaa.
Jõgeva is houdster van het Estische kouderecord: op 17 januari 1940 werd er een temperatuur van –43,5 °C gemeten.

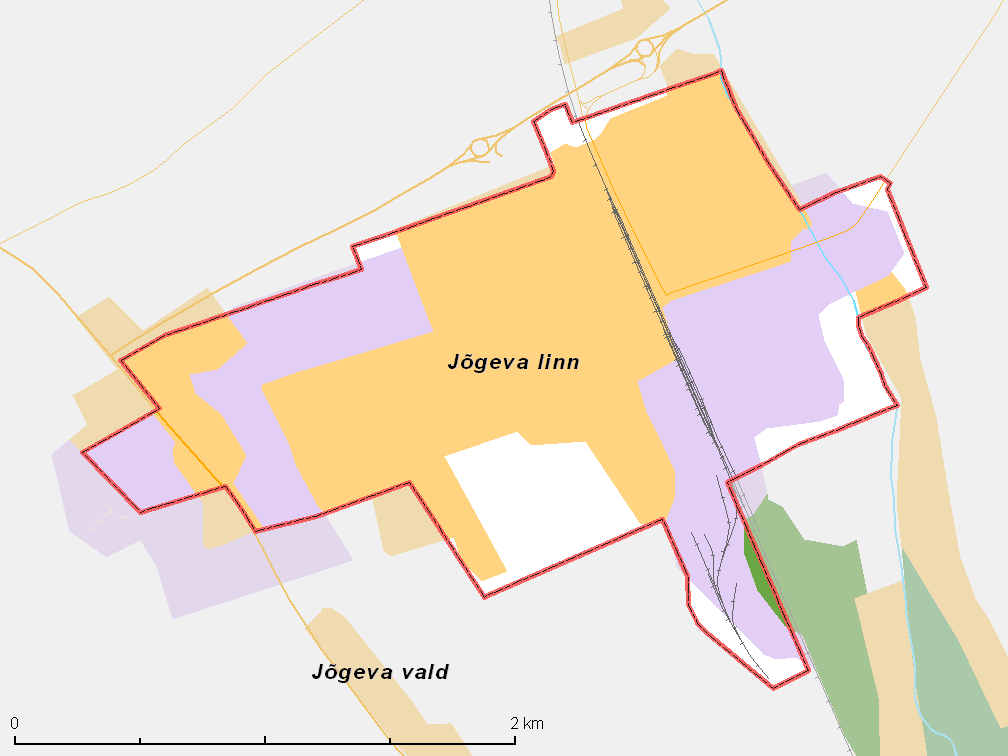
De vroegere stadsgemeente, omringd door de landgemeente Jõgeva

## Geboren in Jõgeva
- Betti Alver (23 november 1906 – Tartu, 19 juni 1989), dichteres
- Alo Mattiisen (22 april 1961 - Tallinn, 30 mei 1996), musicus
- Erki Pütsep (25 mei 1976), wielrenner
- Innar Mändoja (28 februari 1978), wielrenner
- René Mandri (20 januari 1984), wielrenner
- Saskia Alusalu (14 april 1994), langebaanschaatsster

## Foto's

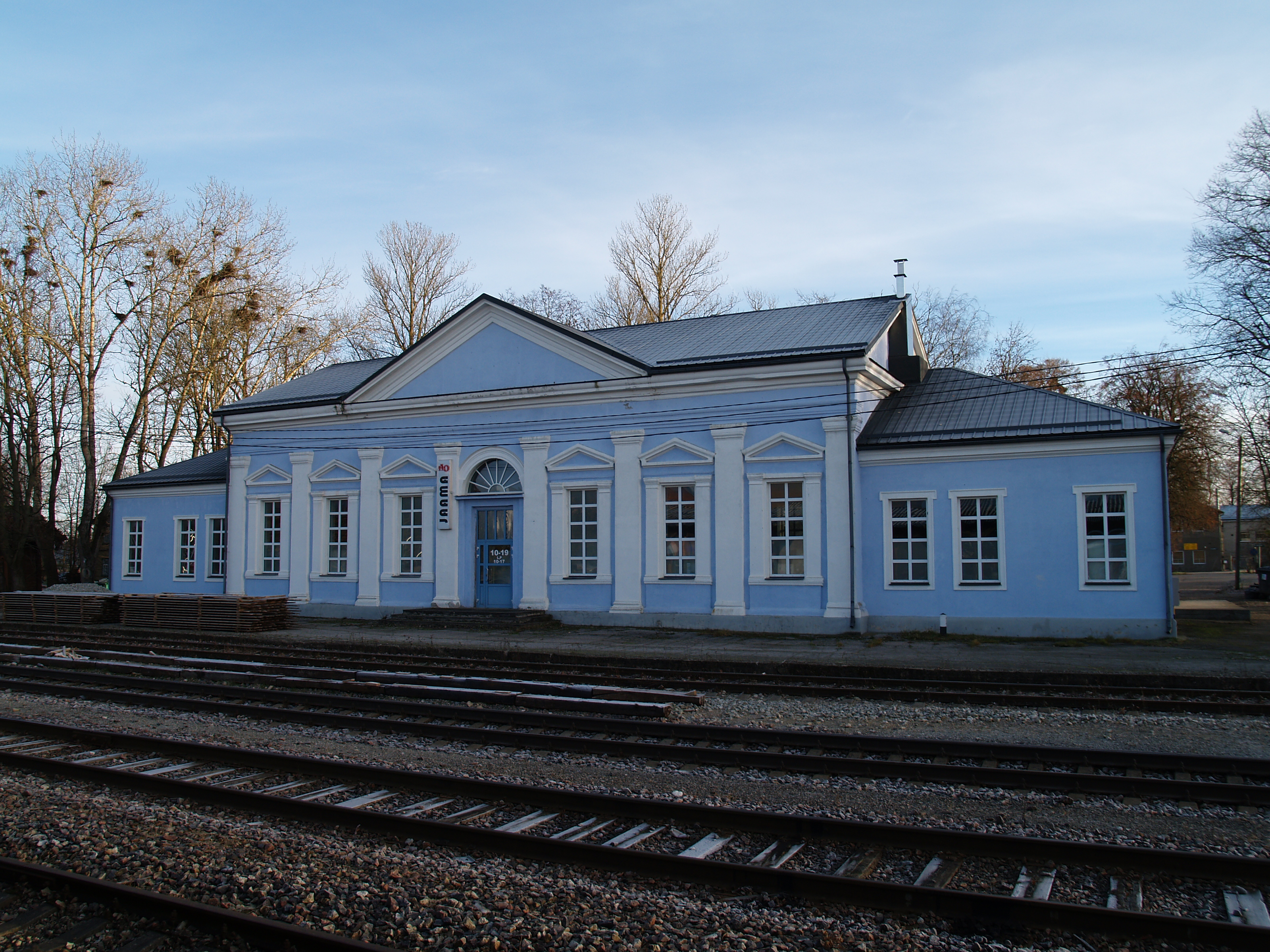
Station Jõgeva
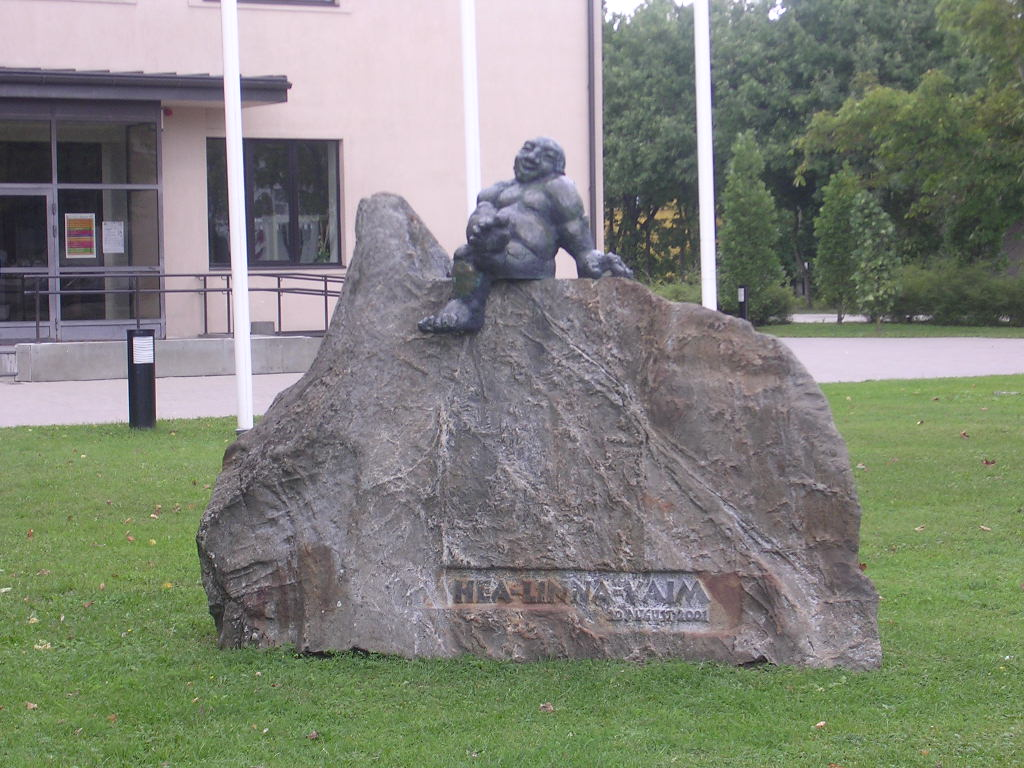
De Geest van de Goede Stad, beeld van Tauno Kangro
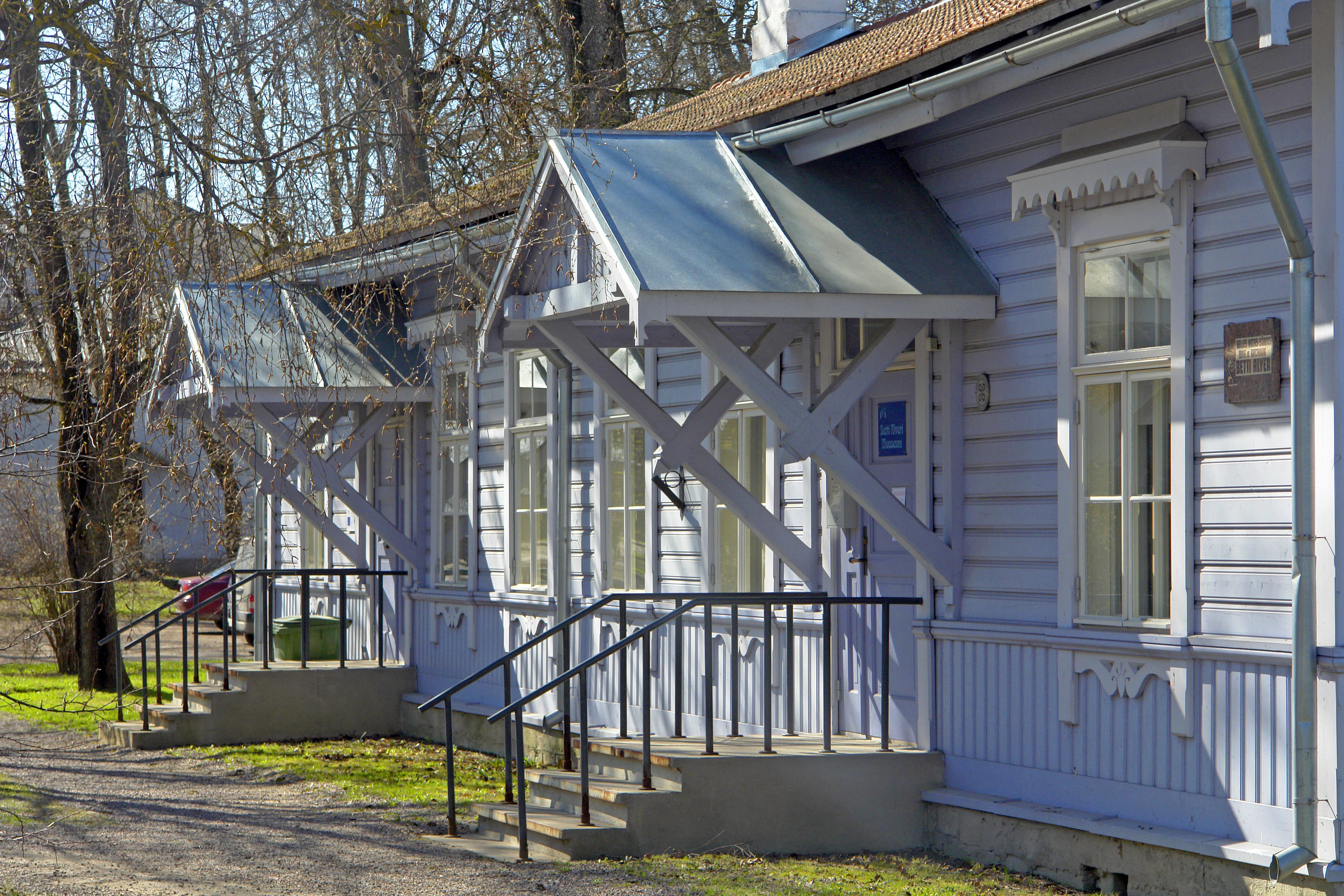
Geboortehuis van Betti Alver, thans museum
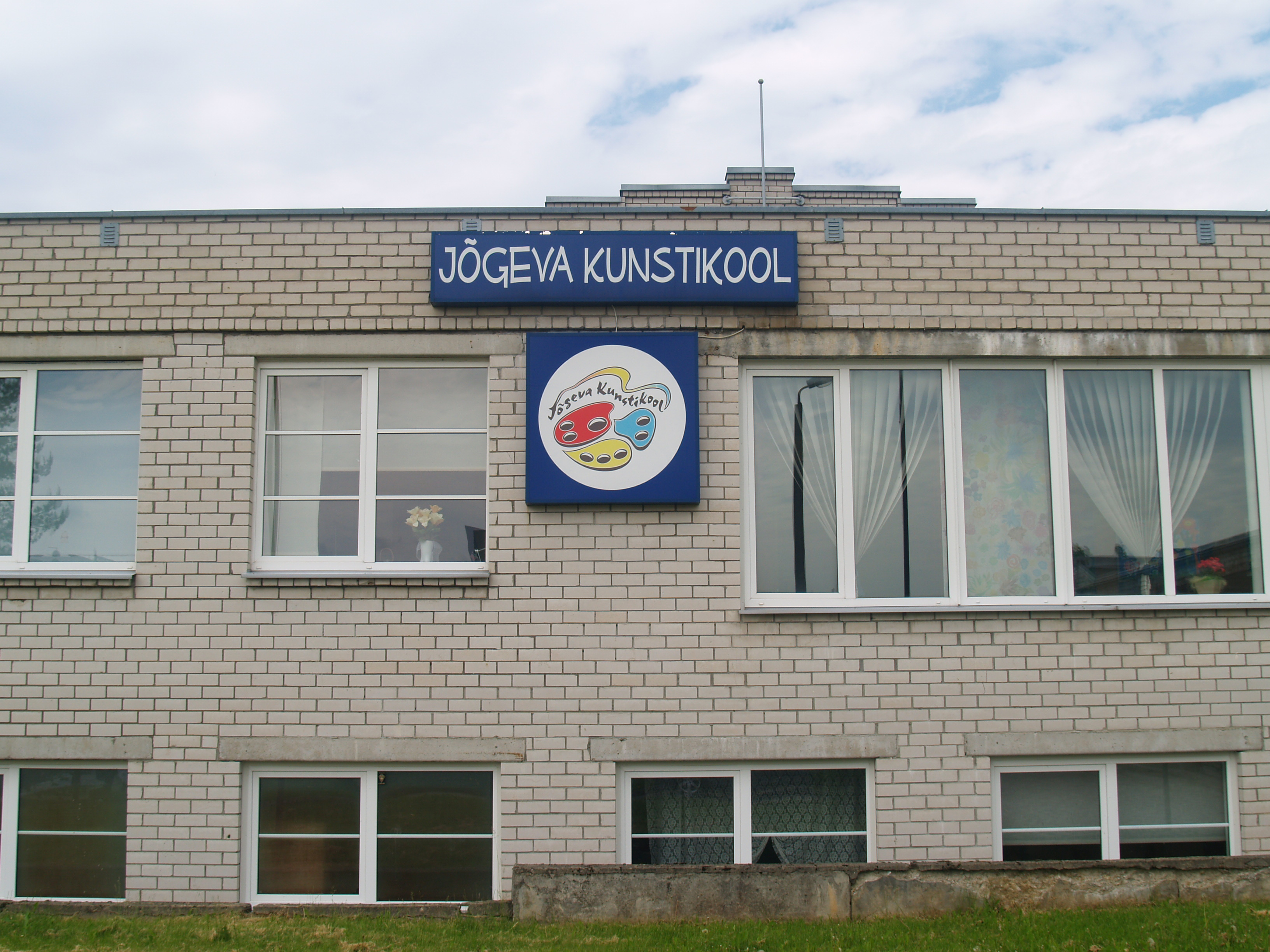
Kunstacademie
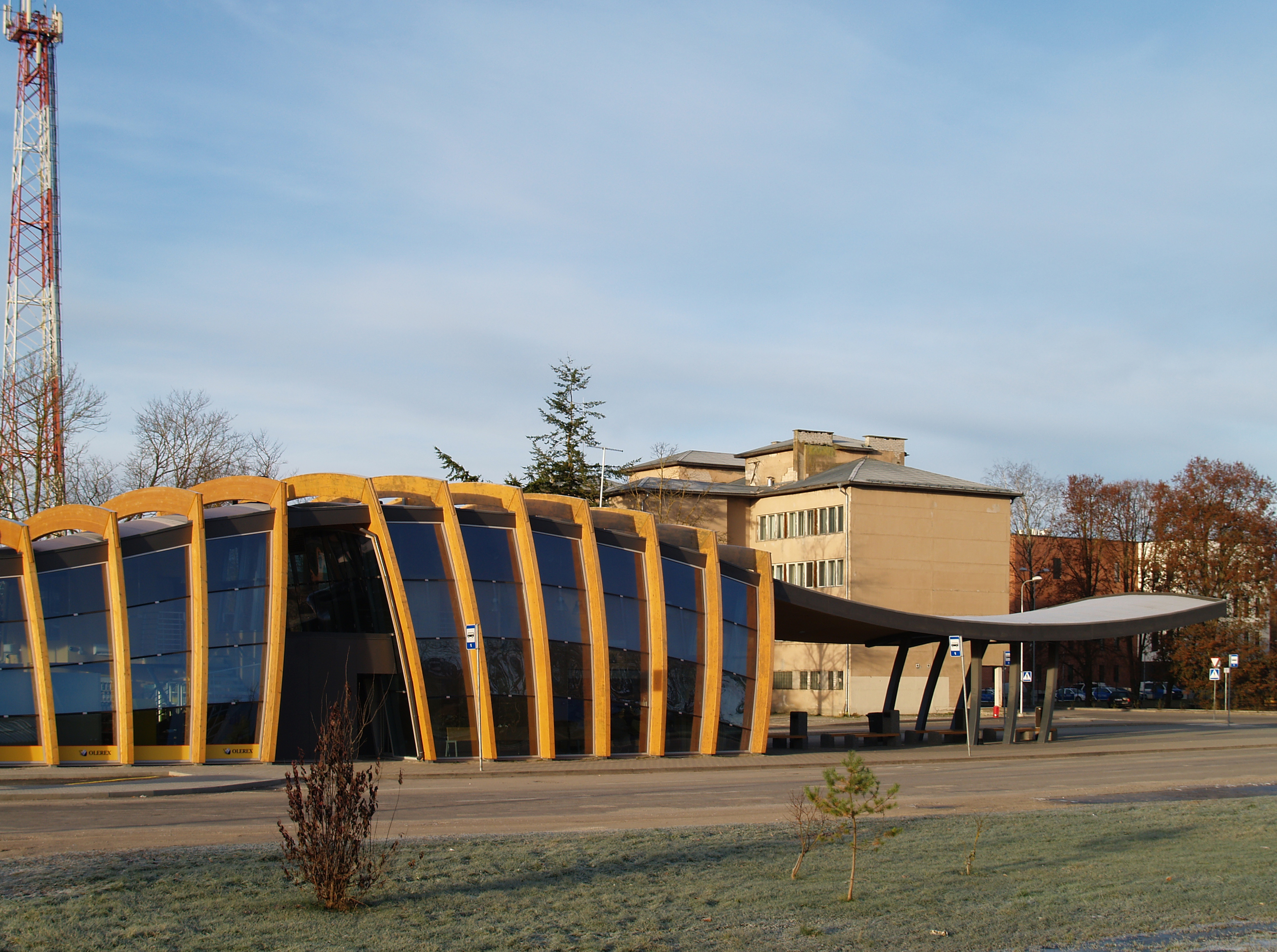
Busstation
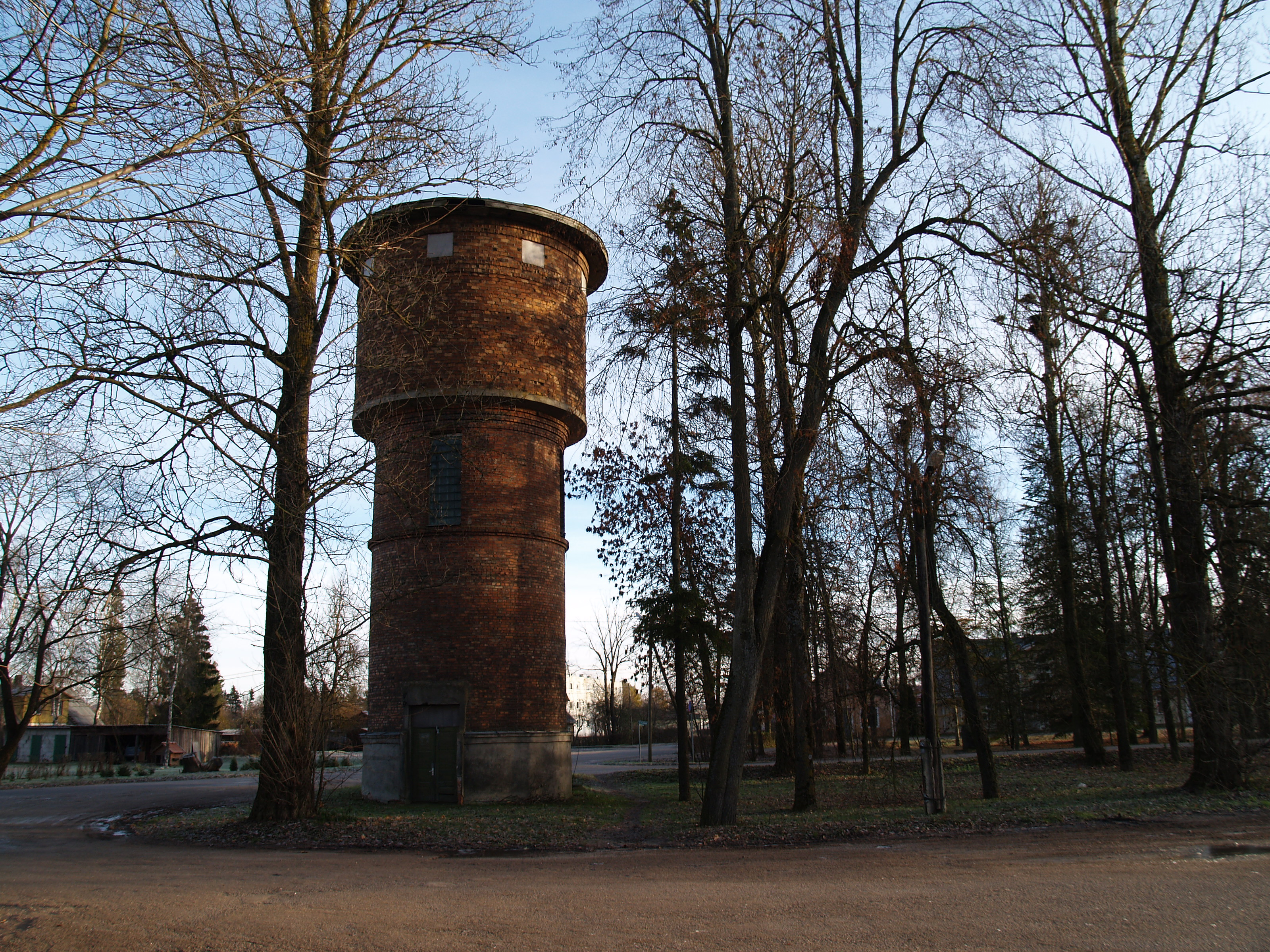
Watertoren bij het treinstation